# Tuc de la Llança
El Tuc de la Llança  o Tuc dera Lança es una montaña de los Pirineos de 2659 metros, situada en el municipio del Alto Aneu en la comarca del Pallars Sobirá, provincia de Lérida (España).
El Tuc de la Llança se encuentra dentro del Parque natural del Alto Pirineo.
Al Norte del Tuc de la Llança se encuentra el circo de Bacivèr, circo formado por varios lagos de origen glaciar que conforman  la cabecera del río Malo, afluente del río Garona. Al Noroeste del pico a través de la cresta del Escornacrabes se llega al Cap de Vaquèira (2491 m). 
Al Oeste se encuentra el valle del Arcoils, valle situado dentro de los límites esquiables de la estación de esquí de Baqueira-Beret. 
El 6 de enero de 2021 se convirtió en el lugar con la temperatura más baja de toda España jamás registrada: -34,1 °C, superando el valor anterior del Lago Gento de -32 °C.